# Baroud d'honneur (roman)
Baroud d'honneur (titre original : Last Shot) est un roman de science-fiction de Daniel José Older s'inscrivant dans l'univers étendu de Star Wars. Publié aux États-Unis par Del Rey Books en 2018, puis traduit en français et publié par les éditions Pocket la même année,, il se déroule sept ans après la bataille de Yavin.